# Genbrugsplads
En genbrugsplads (også kaldet genbrugsstation) er omtrent en losseplads eller en containerplads, men begreberne overlapper.
De findes de fleste steder i landet med flere containere til at sortere affaldet i efter kommunens retningslinjer. Normalt er der fast ansatte på pladsen til at vejlede og kontrollere brugerne. De ansatte er enten kommunalt ansat eller ansat af et firma, som driver pladsen for kommunen.
Som regel må man kun aflevere affald på pladsen, hvis det kommer fra oplandet. Til gengæld er det mange steder gratis at komme af med affaldet på genbrugspladsen. Det skyldes at udgifterne dækkes af ejendomsskatten, så alle borgere kommer til at betale uanset om de benytter pladsen eller ej.
Mange steder kræves det at bilen er på hvide nummerplader eller at bil og trailer ikke vejer over 3500 kg, for at undgå at erhvervsvirksomheder gratis skiller sig af med affald, som de skal betale for at komme af med.
Pladsernes formål er at få sorteret så meget affald som muligt fra til genbrug, deraf navnet.
Flere steder oprettes separate områder til ting, der ikke fejler noget, som borgere gratis kan tage dem med hjem.

## Hvad kan genbruges?
De mest almindelige kategorier er:
- Pap – til nyt pap.
- Papir – til nyt papir.
- Haveaffald – til kompost.
- Jern og metal – til nyt metal.
- Flasker og glas – til nyt glas eller renset og genbrugt direkte. Flere steder smides plastflasker og/eller aludåser i glasindsamlingscontainere.
- PVC Plast – til nye PVC kloak nedløbsrør
- Gips – til nyt gips
- Brændbart affald – til kraft-/varmeværker.
- Asfalt – knuses til opfyld af grusveje eller bundlag på nye veje og pladser. Blandes evt. med beton. Må kun bruges til veje og trafikarealer pga. fenoler i asfalten.
- Beton – Knuses til underlag
- Elektronikaffald – skilles ad og omsmeltes.
- Batterier og Akkumulatorer til genanvendelse.